# Ашот II
Ашот II Железни (на арменски: Աշոտ Բ, Աշոտ Բ Երկաթ, Achot II, Achot Erkath, Ashot Bagratuni; † 928) от род Багратуни, е от 912 до 928 г. цар на Армения и шахиншах („цар на царете“) на Армения (Анско царство) и на Грузия (922 – 928).

## Биография
Той е син на цар Съмбат I (упр. 890 – 912) и внук на Ашот I Велики.
Ашот II е коронован за цар през 914 г. и има титлата шахиншах („цар на царете“) на Армения и Грузия. През 914 г. той отива в Константинопол и посещава византийския император Константин VII Багренородни.
През 921 г. Ашот II разбива войските на багдадските Абасиди на брега на езерото Севан и се прогласява за шахиншах, като халифа признава властта му през 922 г.
Ашот II се жени през 917 г. за Мария от Качум, дъщеря на Сахак Севата, и има дъщеря Рипсимия, която е омъжена за Комита Никола, управител на Сердика и е майка на българския цар Самуил.
Ашот II е последван на трона от брат му Абас I, който управлява Армения през 928 – 953 г. и е баща на Ашот III.